# 日本女子大学
日本女子大学（にほんじょしだいがく、英語: Japan Women's University 略称: JWU）は、東京都文京区目白台二丁目8番1号に本部を置く日本の私立大学。1901年創立、1948年大学設置。大学の略称は本女（ぽんじょ、ほんじょ）、日女（にちじょ）。

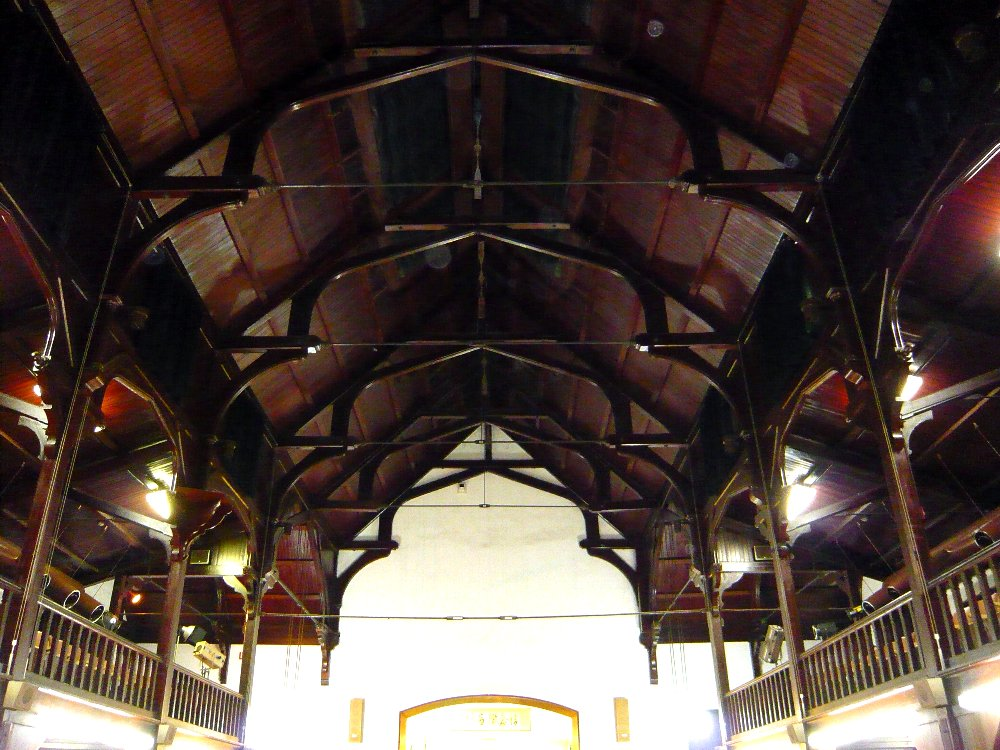
成瀬記念講堂内部（目白キャンパス）

1900年（明治33年）に設置を認可され、翌年に開校した。初代校長の成瀬仁蔵と、創設委員長の大隈重信を中心に創設された日本初の女子大学であり、日本における女子高等教育の先がけとなった。また、日本の私立女子大学で唯一、理学部を持つ大学でもある。

## 概観

### 大学全体

#### 日本女子大学校
成瀬仁蔵は1896年（明治29）年に著書『女子教育』と『日本女子大學校創設之趣旨』を発表し、当時は軽視されていた女子への高等教育機関の必要性を説いた。東京専門学校（現・早稲田大学）の創立者である大隈重信が日本女子大学でも創立委員長を引き受け、内閣総理大臣伊藤博文、学習院院長近衞篤麿、文部大臣西園寺公望のほか、財界人の渋沢栄一や岩崎弥之助等各界の重鎮の多大な支援を受けた。広岡浅子の働きかけで三井財閥から東京市の目白で現在の校地を寄贈され開校した。当初は、家政学部、国文学部、英文学部の三つの学部と、附属高等女学校が設置された（『わたしの大学』日本女子大学より引用）。

#### 通信教育課程
通信教育課程においても、正科生の募集は女子のみであり、男子は科目等履修生としてのみ在籍可能である。
中学や高校の家庭科や保健科の教員免許の取得が可能である。近畿大学豊岡短期大学・近畿大学九州短期大学の通信教育課程中学家庭科教員養成コースが廃止されたため、現在は日本国内で唯一の、通信教育で家庭科教員免許が取得できる大学である。ただし、科目等履修生の教育実習や介護等体験の履修は、日本女子大学の卒業生のみ可能であるため、男子の科目等履修生で家庭科・保健科の教員免許を取得できるのは、本学以外で別の教科の教員免許を既に取得した者に限られる。
放送大学学園と単位互換協定を結んでおり、放送大学で取得した単位を卒業に要する単位として認定することができる。

#### その他
かつて「ジーンズを着て通学すること」の是非を巡り全学ストライキに発展したことがあった。まだジーンズが「貧乏人の服」であり、『理由なき反抗』などで着用されていたことからそのイメージができた）でもあった時代のことである。
日本女子大学附属中学校・高等学校とともに、夏期休暇の時期に大学所有の軽井沢にある三泉寮で宿泊セミナーが行われ、互いの考えを交換し高めあういい機会になっている。

### 建学の精神（理念）
『女子教育』において「女子を人として教育すること」「女子を婦人として教育すること」「女子を国民として教育すること」の三方面から女子高等教育の方針を述べ、建学の精神となっている。
教育の特色は建学の精神を踏まえ、「人格教育」と「社会的人格の養成」にあり、晩年教育綱領として示された「信念徹底」「自発創生」「共同奉仕」にその理念を見ることができる。「信念徹底」は人の道の根本原理、「自発創生」は個人の創造性や主体性を育てる個性的な原理、「共同奉仕」は他者との共生を図る社会的な原理として位置付けている。（『わたしの大学』日本女子大学より引用）

## 沿革

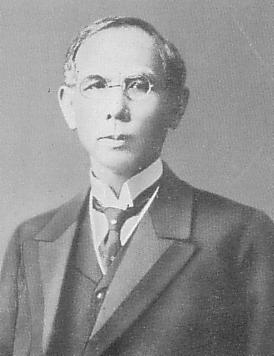
創立者・初代校長の成瀬仁蔵（在任1901~1919年）

- 1896年（明治29年）：成瀬仁蔵が2月に『女子教育』を出版し、年末に『日本女子大學校創設之趣旨』発表[3]。
- 1897年（明治30年）：第一回創立委員会開催。大隈重信が創立委員長となる。
- 1900年（明治33年）：三井家より、目白台に女子大学敷地として五五二〇坪の寄付を受ける。
- 1901年（明治34年）4月20日：日本女子大学校が開学[注 4]。4月20日は創立記念日となっている[5]。
- 1904年（明治37年）：専門学校令による専門学校として認可[6]。
- 1948年（昭和23年）：学制改革によって新制大学としての日本女子大学が発足、家政学部・文学部を設置。
- 1949年（昭和24年）：日本女子大学通信教育部開講。
- 1990年（平成2年）：西生田（神奈川県川崎市）に人間社会学部を設置。
- 1992年（平成4年）：理学部を設置。
- 2001年（平成13年）：学習院大学、学習院女子大学、立教大学、早稲田大学との五大学間学生交流開始。
- 2021年4月：西生田キャンパスの人間社会学部を目白キャンパスに移転。西生田キャンパスを廃止。
- 2022年5月18日：2022年4月に文部科学省に対し国際文化学部の設置届出を行ったことに伴い、2023年度以降の人間社会学部文化学科の募集停止を発表[7]。
- 2023年4月：目白キャンパスに国際文化学部を開設[8]。全員に海外短期研修を必修化するなどし、国際的な視点を意識しグローバルな自己を醸成することを掲げた。
- 2024年4月：目白キャンパスに建築デザイン学部を開設[9]。これに伴い、家政学部住居学科、通信教育課程生活芸術学科は、2024年度以降の学生募集を停止する見込みであることが発表された[10]。
- 2025年4月：家政学部食物学科を改組し、食科学部を開設予定。

## 教育および研究

### 学部
- 家政学部
  - 児童学科
  - 食物学科（2025年4月学生募集停止）
    - 食物学専攻
    - 管理栄養士専攻

  - 住居学科（2024年4月学生募集停止）
    - 居住環境デザイン専攻
    - 建築デザイン専攻

  - 被服学科
  - 家政経済学科
- 家政学部（通信教育課程）
  - 児童学科
  - 食物学科（2025年4月学生募集停止）
  - 生活芸術学科
- 食科学部（2025年4月開設予定）
  - 食科学科
  - 栄養学科
- 建築デザイン学部（2024年4月開設）
  - 建築デザイン学科
- 文学部
  - 日本文学科
  - 英文学科
  - 史学科
- 人間社会学部
  - 現代社会学科
  - 社会福祉学科
  - 教育学科
  - 心理学科
  - 文化学科（2023年4月学生募集停止）
- 理学部
  - 数物情報科学科
  - 化学生命科学科
- 国際文化学部（2023年4月開設）
  - 国際文化学科

### 研究科
- 家政学研究科
  - 児童学専攻（以下修士課程のみ）
  - 食物・栄養学専攻
  - 住居学専攻（2024年4月募集停止予定）
  - 被服学専攻
  - 生活経済専攻
  - 通信教育課程 家政学専攻

- 文学研究科
  - 日本文学専攻
  - 英文学専攻
  - 史学専攻

- 人間社会研究科
  - 社会福祉学専攻
  - 教育学専攻
  - 現代社会論専攻
  - 心理学専攻
  - 相関文化論専攻

- 理学研究科
  - 数理・物性構造科学専攻
  - 物質・生物機能科学専攻

- 人間生活学研究科
  - 人間発達学専攻（博士課程後期のみ）
  - 生活環境学専攻（博士課程後期のみ）

- 建築デザイン研究科（2024年4月開設）
  - 建築デザイン専攻

### 付属校
- 日本女子大学附属豊明幼稚園
- 日本女子大学附属豊明小学校
- 日本女子大学附属中学校・高等学校

## 施設

### 目白キャンパス
東京都文京区目白台二丁目8番1号
- 使用学部：家政学部、文学部、人間社会学部、理学部、国際文化学部
- 使用研究科：家政学研究科、文学研究科、人間社会研究科、理学研究科、人間生活学研究科
- 使用付属校：日本女子大学附属豊明幼稚園、日本女子大学附属豊明小学校
- 敷地面積：52,865m2[11]
- 延べ床面積：71,536m2[11]
- 最寄り駅：目白駅徒歩15分、雑司が谷駅徒歩8分、護国寺駅徒歩10分[12]

### 西生田キャンパス
神奈川県川崎市多摩区西生田一丁目1番1号
- 使用付属校：日本女子大学附属中学校・高等学校

かつては人間社会学部・大学院人間社会研究科が使用していた。大学のキャンパスとしては2021年に廃止。
- 延べ床面積：52,086m2[11]
- 最寄り駅：読売ランド前駅徒歩15分、向ヶ丘遊園駅からバス、稲田堤駅・京王稲田堤駅からバス[12]

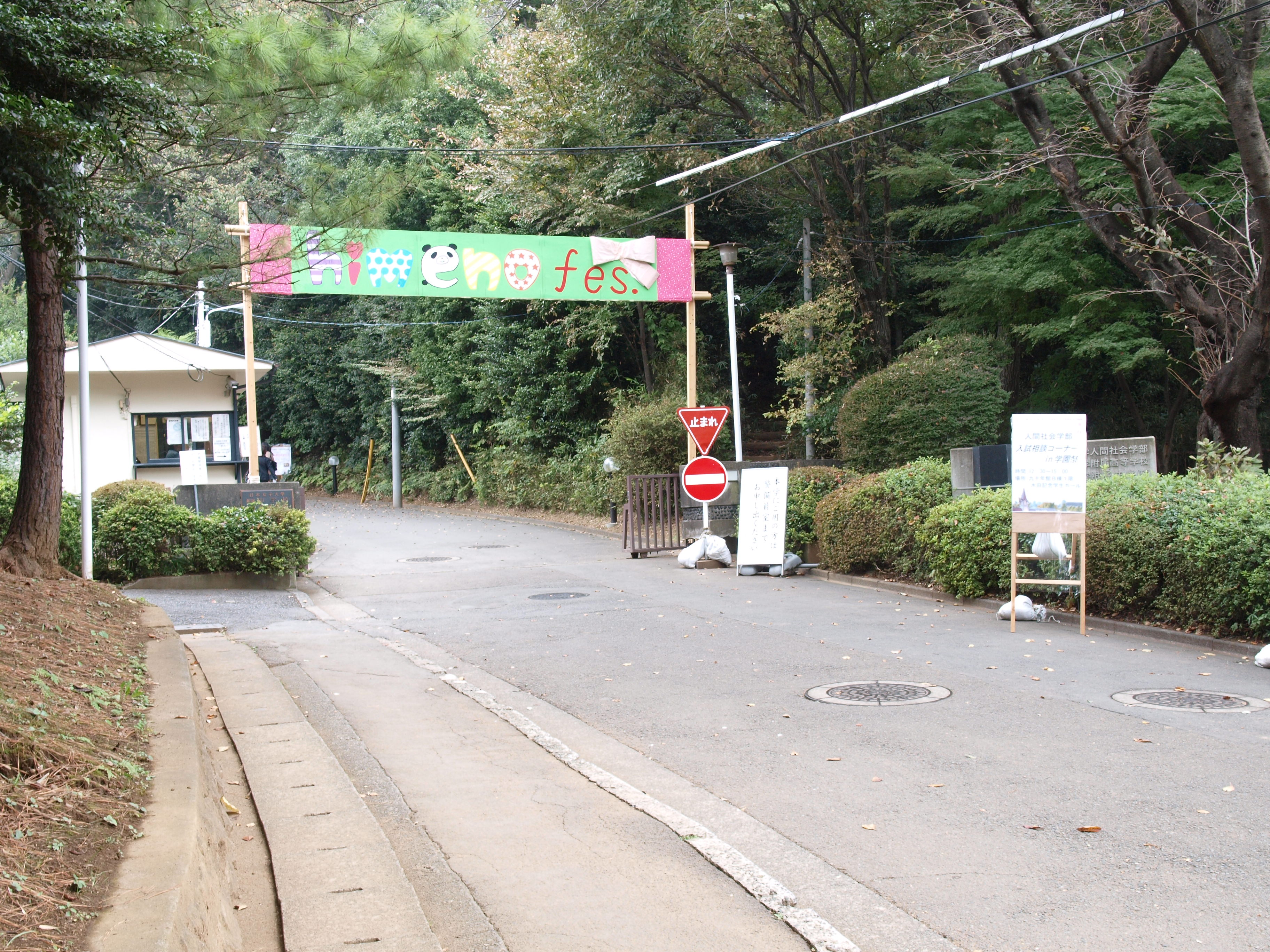
正門
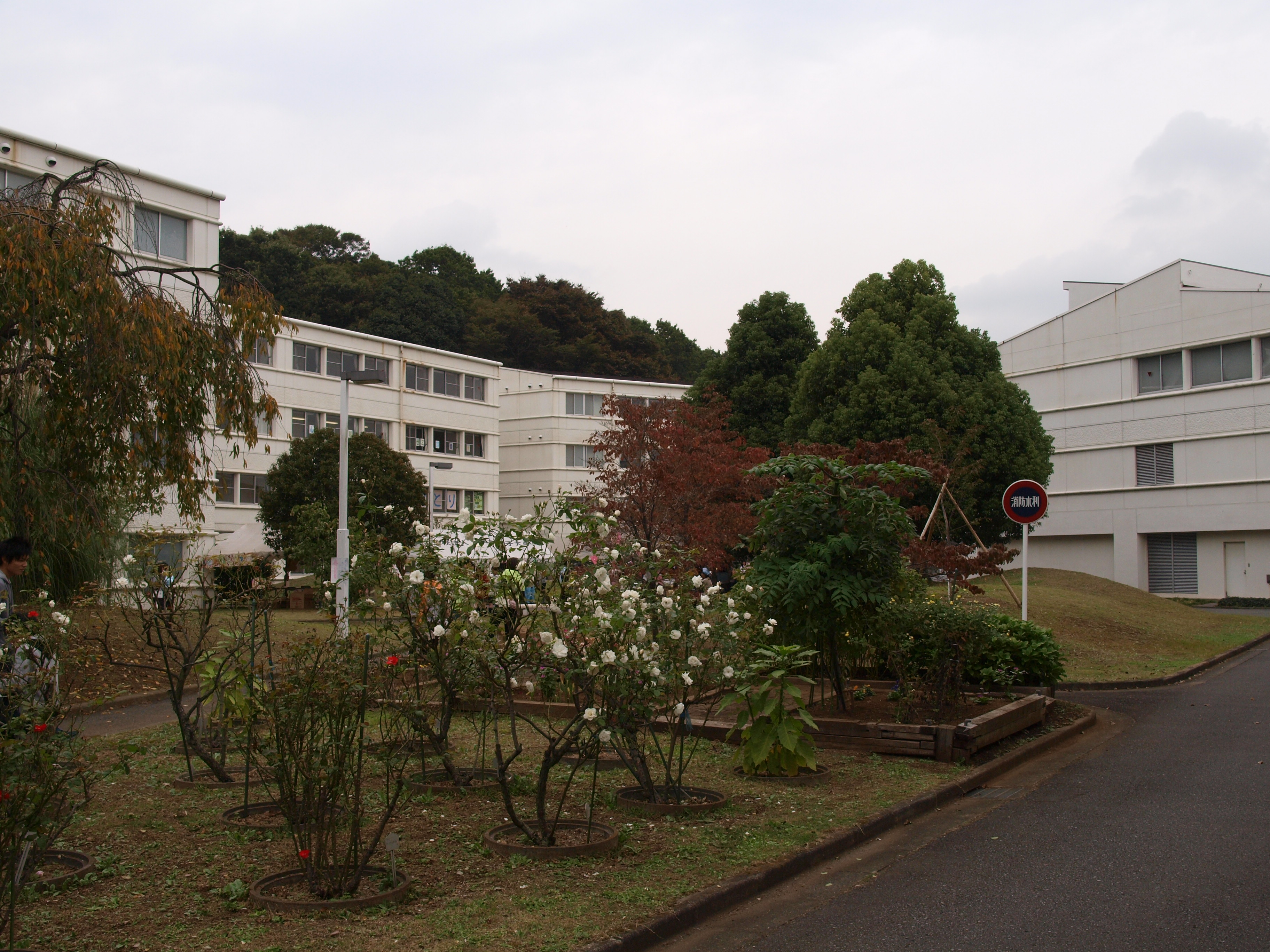
キャンパス
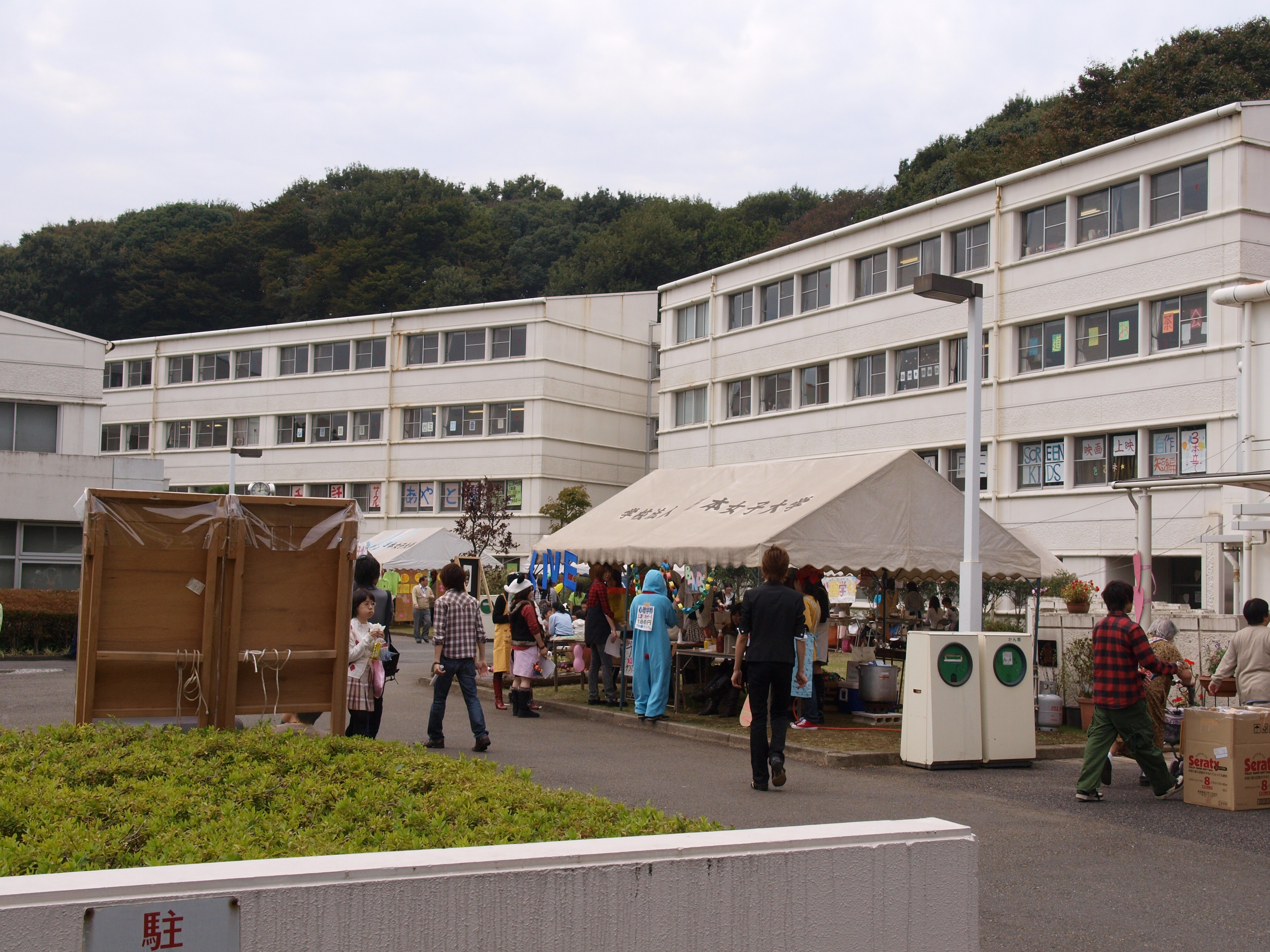
日女祭（ひめのさい）

## 学生生活

### 学園祭
- 目白キャンパス
目白祭と称し、1954年から開催されている。
- 西生田キャンパス
日女祭（ひめのさい）と称し、1991年から開催されていた。

### 学内奨学金

#### 学部
貸与型
- 日本女子大学育英奨学金

給付型
- 桜楓会新入生奨学金（新入生対象）
- 日本女子大学学業成績優秀賞・研究奨励賞
- 森村豊明会奨励賞
- 日本女子大学桜楓奨学金
- 泉会賞（公認サークル対象）
- 泉会賞（個人対象）

学科・専攻分野別（給付型）
- 日本女子大学FN賞：食物学科4年次 通信教育課程食物学科
- 日本女子大学住居学科賞：住居学科4年次
- 日本女子大学被服学科奨励賞：被服学科4年次
- 氏家壽子記念奨学金：家政経済学科4年次
- 久松潜一記念奨学金：日本文学科4年次
- 佐山記念奨学金：日本文学科3年次
- 日本女子大学日本文学科賞（学術賞・奨励賞･優秀賞）：日本文学科4年次
- 島田賞：英文学科4年次
- フィリップス賞：英文学科3・4年次
- 松本武子奨学金：社会福祉学科4年次
- 丹下記念奨学金：理学部
- 河上サワ記念奨学金：物質生物科学科4年次
- 日本女子大学理学部奨学金：理学部

#### 大学院
貸与型
- 日本女子大学大学院奨学金

給付型
- 成瀬仁蔵先生記念賞
- 日本女子大学学業成績優秀賞・研究奨励賞
- 森村豊明会奨励賞
- 日本女子大学特別活動給付奨学金

学科・専攻分野別（給付型）
- 日本女子大学被服学科奨励賞：被服学専攻2年次
- 中島武雄奨学金：日本文学専攻
- 上村悦子奨学金：日本文学専攻
- 日本女子大学日本文学科賞（学術賞・奨励賞･優秀賞）：日本文学専攻
- ヴェリタス賞：英文学専攻博士課程前期
- 茅野蕭々・雅子記念奨学金：文学研究科
- 松本武子奨学金：社会福祉学専攻

#### 休学費用
- 大学を休学時には、年間約60万円程（学部により異なる）の費用が必要[13]。

## 大学関係者一覧
- 日本女子大学の人物一覧

## 対外関係

### 他大学との協定

#### 海外
13カ国の25大学と学術交流協定を結んでいる（2023年12月1日時点）。